# Nemde
A Nemde a Supernem 2007-ben megjelent harmadik stúdióalbuma.

## Az album dalai
| 1.    | Disznó                   | 2:46 |
| 2.    | Enyém-Tied               | 4:09 |
| 3.    | Generáció                | 3:16 |
| 4.    | Szar van a levesben      | 2:57 |
| 5.    | Pornográfia              | 3:09 |
| 6.    | Láthatatlan ember        | 3:33 |
| 7.    | Van valaki a szekrényben | 3:21 |
| 8.    | Váltó-áram               | 4:10 |
| 9.    | She's smokin             | 3:32 |
| 10.   | Zsebre dugott kézzel     | 5:01 |
| 35:58 |                          |      |

## Közreműködők
- Papp Szabolcs – basszusgitár, ének
- Mózsik Imre – dobok
- Pulius Tibor – gitár

## Külső hivatkozások
- A Supernem hivatalos oldala